# 1944 год в литературе

## Премии

### Международные
- Нобелевская премия по литературе — Йоханнес Вильгельм Йенсен, «За редкую силу и богатство поэтического воображения в сочетании с интеллектуальной любознательностью и самобытностью творческого стиля».

### США
- Пулитцеровская премия:
  - в категории художественное произведение, написанное американским писателем,— Мартин Флавин, «Путешествие в темноте»
  - в категории драматического произведения для театра — не присуждалась
  - в категории поэзия— Стивен Бене, «Западная звезда»

### Франция
- Гонкуровская премия — Эльза Триоле, сборник «За порчу сукна штраф 200 франков».
- Премия Ренодо — Роже Пейрефитт, Les Amitiés particulières.
- Премия Фемина присуждена издательству «Минюи».

## Книги

### Романы
- «Анна и король Сиама» — роман Маргарет Лэндон.
- «Богоматерь цветов» — роман Жана Жене.
- «Два капитана» — роман Вениамина Каверина.
- «На юге» — роман Анатолия Калинина.
- «Сверкающий цианид» — роман Агаты Кристи.
- «Смерть приходит в конце» — роман Агаты Кристи.
- «Час ноль» — роман Агаты Кристи.

### Повести
- «Катти Сарк» — повесть Ивана Ефремова.

### Пьесы
- «Возвращение сыновей» (Heimkehr der Söhne) — пьеса Фридриха Вольфа.
- «Доктор Лили Ваннер» (Dr. Lilli Wanner) — пьеса Фридриха Вольфа.
- «Дракон» — пьеса-сказка Евгения Шварца.

### Поэзия
- «Батожок» — поэма Анатолия Софронова.
- «Весна на Днестре» — сборник стихов Емилиана Букова.
- «Ковыли» — сборник стихов Анатолия Софронова.
- «Россия» — поэма Александра Прокофьева.
- «Степные солдаты» — сборник стихов Анатолия Софронова.
- «Фронтовая тетрадь» — сборник стихов Алексея Суркова.

## Родились
- 24 января — Дэвид Герролд, американский писатель-фантаст, сценарист.
- 10 февраля — Вернор Виндж, американский писатель-фантаст и математик.
- 18 мая — Винфрид Георг Максимилиан Зебальд, немецкий поэт, прозаик, эссеист, историк литературы (умер в 2001).
- 6 июня — Лаймонас Тапинас, литовский эссеист, прозаик, журналист.
- 25 ноября — Бавуугийн Лхагвасурэн, монгольский поэт, народный писатель Монголии (умер 2019).
- 17 декабря — Тимо Мукка, финский писатель, поэт, сценарист (умер 1973).
- 9 февраля — Уильям Сассин, гвинейский прозаик, публицист (умер в 19974).

## Умерли
- 3 января — Юргис Казимирович Балтрушайтис, русский и литовский поэт, дипломат (родился в 1873).
- 26 января — Смаранда Георгиу, румынская писательница, поэтесса, эссеист, публицист, драматург (род. в 1857).
- 14 мая — Фаддей Зелинский, русский и польский филолог (родился в 1859).
- 11 июня — Йосип Вандот, словенский детский писатель и поэт. (родился в 1884).
- 31 июля — Антуан де Сент-Экзюпери, французский писатель (родился в 1900).
- 25 августа — Муса Джалиль, татарский советский поэт (родился в 1906).
- 28 сентября — Луиза Мори Боумен, канадская поэтесса (род. в 1882).
- 16 октября — Руфино Бланко Фомбона, венесуэльский писатель, шесть раз был номинирован на Нобелевскую премию по литературе (род. в 1874).
- 7 ноября — Георге Мадан, молдавский и румынский писатель (род. в 1872).
- 9 ноября — Екатерина Бегларовна Багатур, армянский и советский драматург и писательница (род. в 1870).
- 17 ноября — Магда Исанос, румынская поэтесса (род. 1916).
- 27 ноября — Теодор Буйницкий, польский поэт и журналист (родился в 1907).